# 鄭松筠

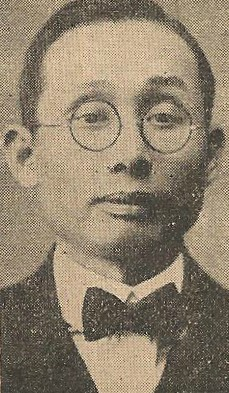
鄭松筠，攝影於1945年之前。

鄭松筠（1891年12月22日—1968年），號雪嶺，是一位出身臺中豐原的律師、社會運動者及二二八事件受難者。

## 生平
1891年（光緒十七年），鄭松筠出生於捒東上堡葫蘆墩街。
1912年（大正1年），鄭松筠自臺灣總督府國語學校畢業，並入豐原公學校擔任訓諭（訓導）職務，後入明治大學攻讀法律，並於1919年畢業後於1922年考取律師執業資格且隨後開業，復參與於臺灣議會設置請願運動。
1923年，鄭松筠在治警事件中成為被告。此後，他曾在二林事件中與蔡式穀等為擔任辯護律師。
1947年（民國36年），鄭松筠因二二八事件被捕入獄，並被關押達七十五天；之後，他轉而活躍於齋教等宗教活動，創立佛教正信會，並買下臺中市水源地處「梅鏡堂」以作隱居處所，復潛心鑽研佛學。此外，鄭松筠及其家屬也長期將該屋租賃與臺中一中學生並作其課餘學習場所。

## 家庭
鄭松筠與洪阿月（1894年 - ?）結婚並育有鄭素素（1921年 - ?）及鄭慧慧（1923年 - ?）等子女。

## 紀念

### 古蹟
- 2012年，鄭松筠的孫兒鄭士文同意臺中市政府將「梅鏡堂」指定為歷史建築。[4]

## 外部連結
- 鄭松筠 - 佛學數位圖書館暨博物館::: 佛學著者權威資料庫 （页面存档备份，存于）
- 歷史沿革- 歷史沿革- 臺灣花蓮地方法院檢察署 （页面存档备份，存于）